# 新大纜車
新大纜車是臺中市政府規劃的架空索道之一，路線由臺中市北屯區大坑至新社區，全長5.449公里，預計設有4站，興建費用估21億餘元，將以興建營運移轉（BOT）方式推動，以作為紓解東山路交通的替代運具。

## 沿革
2014年10月22日，臺中市議會審查通過市府訂定的《臺中市空中纜車系統興建營運管理辦法》。

## 路線
| 車站名稱 |             | 所在地 | 交會路線 |
| -------- | ----------- | ------ | -------- |
| 新大纜車 |             |        |          |
| 大坑     | Dakeng      | 北屯區 |          |
| 登山口   | Dengshankou | 北屯區 |          |
| 頭嵙山   | Toukeshan   | 北屯區 |          |
| 新社     | Xinshe      | 新社區 |          |